# Enric Guitart i Soldevila
Enric Guitart i Soldevila (Barcelona, 1863 - 1933) va ser un actor i director teatral català.
Pare del també actor Enric Guitart i Matas.

## Trajectòria professional
- 1890, 15 de novembre. En el paper de Nofre a l'obra La boja d'Àngel Guimerà. Estrenada al teatre Novetats de Barcelona.
- 1890, 2 de desembre. En el paper de Don Sebastià a l'obra La sala d'espera d'Àngel Guimerà. Estrenada al teatre Novetats de Barcelona.
- 1894, 24 de novembre. En el paper de Calau a l'obra Maria Rosa d'Àngel Guimerà. Estrenada al teatre Novetats de Barcelona.
- 1904, 17 de desembre. En el paper de Filó a l'obra La dama alegre de Joan Puig i Ferreter. Estrenada al Teatre de les Arts de Barcelona.
- 1909, 12 de novembre. En el paper de Fortunat a l'obra Les arrels de Josep Morató. Estrenada al teatre Romea de Barcelona.
- 1909, 16 de desembre. En el paper de Don Enric, 46 anys a l'obra L'eterna qüestió d'Avel·lí Artís i Balaguer. Estrenada al teatre Romea de Barcelona.
- 1910, 26 de febrer. En el paper de Don Lluís a l'obra Reixes enfora de Manuel Folch i Torres. Estrenada al teatre Romea de Barcelona.
- 1910, 9 de març. En el paper de En Jaume a l'obra Mai es fa tard si el cor és jove d'Avel·lí Artís i Balaguer. Estrenada al teatre Romea de Barcelona.
- 1910, 14 de març. En el paper de Marquès de Guart a l'obra Les bessones de Florenci Cornet. Estrenada al teatre Romea de Barcelona.
- 1910, 26 de març. En el paper de Gervasi a l'obra Fontalegria de Pompeu Crehuet. Estrenada al teatre Romea de Barcelona.
- 1910, 14 d'abril. En el paper de Senyor Bergadà a l'obra Sainet trist d'Àngel Guimerà. Estrenada al teatre Romea de Barcelona.
- 1911, 15 d'abril. En el paper de Gran Duc Esteve a l'obra La reina jove d'Àngel Guimerà. Estrenada al teatre Principal de Barcelona.